# Wagenveer

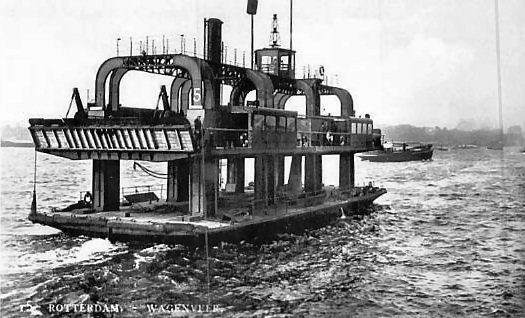
Wagenveer 5 op de Nieuwe Maas

Het Wagenveer was een veer-verbinding over de Nieuwe Maas in Rotterdam, die werd geëxploiteerd door de gemeentelijke rederij Heen en Weer. De naam Wagenveer werd van 1650 tot 1850 ook gebruikt als aanduiding voor een koetsverbinding, zoals het Gouds Wagenveer tussen Rotterdam en Gouda, maar hierna gaat het over de veer-verbinding. 
Er waren in totaal 3 verbindingen tussen de noord- en zuidoever die met wagenveren werden onderhouden:
- Willemskade - Katendrecht (1911 - 1914, 1922 - 1942)
- Parkkade - Charlois (1927 - 1942)
- Vlaardingen - Pernis / Vondelingenplaat (1951-1967, aanlegsteigers bij Petroleumweg en Tankhoofd)

De wagenveren waren voornamelijk bedoeld voor - zoals de naam al aangeeft - wagens. In de begintijd waren dat nog veelal door paarden getrokken wagens, ook wel sleperswagens genoemd. Hiervan konden er zestien per overtocht worden vervoerd. Al snel maakten ook personenauto's en vrachtauto's gebruik van deze veren. Voor passagiersvervoer werden door de rederij kleine veerboten ingezet. De komst van nieuwe vaste oeververbindingen maakte een einde aan de veerdiensten over de Nieuwe Maas.

## Voor 1940
De Koninginnebrug die in 1878 was geopend had ernstige capaciteitsproblemen. Deze brug vormde in combinatie met de Willemsbrug de enige vaste oeververbinding over de Nieuwe Maas. Na de opening van de Rijnhaven in 1894 en de Maashaven in 1904 nam het vrachtverkeer snel toe. Het particuliere bedrijf dat de veerdienst bij Katendrecht pachtte kon de toestroom van het verkeer niet aan. Daarom werd op 1 juni 1911 het beheer van het wagenveer tussen de Willemskade en Katendrecht door de gemeente overgenomen. De dienst werd uitgevoerd met twee stoomponten. Deze waren ontworpen door Gemeentewerken, vermoedelijk naar een al bestaand voorbeeld dat in Engeland voer op de rivier Clyde. Ze hadden een verstelbaar rijdek van ongeveer 36 meter lang en 14 meter breed. De constructie met vier grote portalen die dit mogelijk maakte was heel herkenbaar en leverde de vaartuigen de bijnaam strijkijzer op. Er was een grote gelijkenis met de destijds gangbare strijkijzers. Het voordeel van het verstelbare rijdek was dat de pont aan een vaste horizontale steiger kon worden aangelegd in plaats van een helling, zodat de paarden de last niet tegen een helling op hoefden te trekken, wat tijd scheelde. Voor het op en neer bewegen van het dek was het vaartuig voorzien van een afzonderlijke stoommachine van 100 pk. De veerponten waren vrijvarend, d.w.z. ze maakten geen gebruik van een kabel of ketting tussen de oevers en werden aangedreven door middel van vier schroeven die twee aan twee bevestigd waren aan drijfassen die over de gehele lengte van het schip liepen, zodat ze naar twee richtingen zowel voor voortstuwing als voor het sturen van de pont gebruikt konden worden. Ieder van de assen werd aangedreven door een 400 pk stoommachine. De verbinding bij Katendrecht werd van 1911 tot 1914 onderhouden door Wagenveer I en na 1922 door Wagenveer I en II. Tussen 1914 en 1922 was de veerdienst tijdelijk onderbroken. Vermoedelijk speelde de Eerste Wereldoorlog daarbij een rol: door de onbeperkte duikbotenoorlog en de zeemijnen die in de Noordzee waren gelegd was het scheepvaartverkeer sterk verminderd.
Een tweede wagenveerverbinding werd in gebruik genomen op 9 september 1927 tussen de Parkkade en Charlois. Hiervoor werden Wagenveer III t/m V ingezet, die iets korter waren dan de oudere wagenveren.

## Na 1940
Bij het uitbreken van de Tweede Wereldoorlog werd Rotterdam zwaar getroffen. De bedrijvigheid in de havens was beperkt en de behoefte aan transport over de Nieuwe Maas nam af. Na de opening van de Maastunnel werd het wagenveer in 1942 buiten gebruik gesteld. De capaciteit van de Maasbruggen en de Maastunnel waren voldoende, en waarschijnlijk werden de wagenveren door gebrek aan kolen niet elders ingezet.
In 1944 heeft de Duitse bezetter twee ponten (nummers III en IV) van het wagenveer in de Dordtse Kil tot zinken gebracht om een eventuele geallieerde opmars te bemoeilijken. Deze zijn na de bevrijding gelicht, hersteld en omgebouwd voor dieselaandrijving. Ze konden, samen met het door stoom aangedreven wagenveer V, na 1948 weer ingezet worden. Vanaf 17 februari 1951 voeren zij tussen Vlaardingen en Pernis. Hiertoe werd in 1948 een overeenkomst aangegaan met de gemeente Vlaardingen. De aanlegsteiger aan de Vlaardingse kant bevond zich in een tegenwoordig gedempte haven iets ten oosten van het Delta Hotel. Toen de Beneluxtunnel op 5 juni 1967 werd geopend is ook deze verbinding buiten gebruik gesteld. Een van de wagenveren (Wagenveer III) heeft daarna nog tot 1985 dienstgedaan als blusfort bij het Gemeentelijk Havenbedrijf van Rotterdam.

## Lijst van wagenveren
- Wagenveer I, afmetingen 35,90x14,20x3,90m, gebouwd 1911 bij Bonn & Mees te Rotterdam, uit dienst 1942, gesloopt
- Wagenveer II, afmetingen 35,90x13,70x3,90m, gebouwd 1915 bij Bonn & Mees, uit dienst 1942, gesloopt
- Wagenveer III, afmetingen 30,00x10,50x12,00m, gebouwd 1927 bij Bonn & Mees, afgezonken 1944, omgebouwd voor dieselaandrijving 1948, verbouwd tot blusfort 1969, voor sloop verkocht na 1985
- Wagenveer IV, afmetingen 30,00x10,50x12,00m, gebouwd 1927 bij Bonn & Mees, afgezonken 1944, omgebouwd voor dieselaandrijving 1948, voor sloop verkocht na 1969
- Wagenveer V, afmetingen 30,00x10,50x12,00m, gebouwd 1927 bij Bonn & Mees, voor sloop verkocht na 1969 (vermoedelijk in 1978 gesloopt)[5]

## Blusfort
Wagenveer III werd na het opheffen van de veerdienst in 1967 verbouwd tot blusfort en werd in 1969 opgeleverd aan de Rotterdamse brandweer, die het in gebruik had voor het bestrijden van branden in Europoort op plaatsen die uitsluitend vanaf het water bereikbaar waren. De gedachte daarbij was dat vanaf de toren die midden op de voormalige veerpont was gebouwd water van bovenaf op de vuurhaard kon worden gespoten, bijvoorbeeld op de brandende lading van een schip. De spuiten op een gewone blusboot zijn voor dat doel te laag geplaatst. Uiteindelijk voldeed het blusfort niet en is het in 1985 voor sloop afgevoerd.

## Zichtbare restanten
Op sommige aanlegplaatsen is de originele veerhaven nog aanwezig. Dit geldt voor de Willemskade, de haven op Katendrecht, en de havens aan de Petroleumweg bij Pernis en bij Tankhoofd op Vondelingenplaat. De haven naast het Deltahotel in Vlaardingen is gedempt, maar nog als een voormalige haven herkenbaar. De veerhaven aan de Parkkade was anders van constructie: hierin was een houten steiger gebouwd die tot over de Nieuwe Maas doorliep en waarop twee wagenveren haaks op de rijrichting, dus parallel aan de kade konden aanmeren. Van de haven bestaat mogelijk nog een restant. De veerhaven op Charlois is verdwenen.